# Domino Vitali
Dominetta Vitali, soprannominata Domino, è un personaggio (nonché la principale Bond girl) del romanzo Operazione tuono di Ian Fleming. Nell'omonimo adattamento cinematografico il suo nome venne cambiato in Dominique Derval. Il personaggio venne interpretato dall'attrice francese Claudine Auger. Nel successivo adattamento cinematografico del 1983, Mai dire mai, venne rinominata Domino Petacchi (dal nome di nascita nel romanzo Dominetta Petacchi) e fu interpretata dall'attrice americana Kim Basinger.
In un sondaggio condotto dal sito Moviefone.com, Kim Basinger è terza nella classifica delle migliori dieci Bond girl per l'interpretazione di Domino.

## Biografia

### Romanzo
Dominetta Petacchi - questo il suo vero nome - è una ragazza italiana che, dopo aver frequentato il Cheltenham Ladies College in Inghilterra e dopo aver studiato recitazione alla Royal Academy of Dramatic Art, è costretta a tornare nel paese natale a seguito della morte dei suoi genitori in un incidente ferroviario. Proprio qui, in Italia, diventa l'amante di Emilio Largo.
Bond e Domino si incontrano a Nassau, sul Disco Volante, lo yacht di Largo, il quale nel frattempo è con i suoi compagni (chiamati da Domino "azionisti") a caccia di tesori nascosti in mare. Per ragioni da lei ignorate, Largo decide di lasciarla a terra all'oscuro dei suoi piani, senza che abbia neppure potuto vedere le mappe dei luoghi. Bond, nonostante il successo ottenuto nella conversazione, viene snobbato dalla ragazza - che si irrita quando Bond le si rivolge con il suo vero nome, Dominetta, e replica aspramente di voler essere chiamata "Domino" - ma accordano ugualmente un prossimo incontro.
Il secondo incontro avviene al casinò, e questa volta è presente anche Largo. Domino si comporta diversamente rispetto a prima; confessa di essere stanca del comportamento dell'amante, che la userebbe per metterla in mostra, e di sentirsi in trappola come un uccello in una gabbia dorata. In seguito, si lascia andare e racconta di suo fratello Giuseppe Petacchi, che non vede da tempo e del quale sente la mancanza. Quando Bond scopre che Giuseppe è stato ucciso per mano di Largo, dopo aver compiuto il furto della bomba per conto del diabolico capo della SPECTRE, lo dimostra a Domino e la convince a passare dalla sua parte, chiedendole di spiare il nemico.
Domino ritorna sul Disco Volante con un contatore Geiger fornitole da Bond, al fine di verificare la presenza o meno dei due ordigni nucleari. Tuttavia viene scoperta e catturata da Largo, che la tortura. Infine, però, riesce a liberarsi mentre Largo cerca di ultimare i suoi piani. Proprio mentre Largo sta per eliminare Bond, Domino interviene e lo colpisce alle spalle con un fucile subacqueo, uccidendolo. Riesce così a vendicare la morte del fratello e le ingiustizie subite da Largo.

### Film

#### Thunderball
Nella prima stesura della sceneggiatura il personaggio aveva nome Dominetta Palazzi. Poi, quando venne assegnato il ruolo a Claudine Auger, il nome fu cambiato in Dominique Derval per rispecchiare la nazionalità francese dell'attrice. Nel film, il primo incontro con Bond avviene a Nassau, in mare; Domino, nuotando, rimane incastrata sul fondale marino, ma l'agente segreto interviene tempestivamente e la salva. A quel punto, Bond torna alla sua imbarcazione dove Paula Caplan lo stava aspettando, ma decide di fingere un guasto al motore per poter imbarcarsi con Domino e scoprire qualcosa in più su di lei.
Lasciata Paula al comando della barca, i due arrivano a terra e pranzano insieme. Più tardi, nel medesimo hotel in cui alloggia, Bond incontra Domino in compagnia di Largo al tavolo da gioco e si propone di offrirle da bere. Dopo aver ballato insieme un lento, Domino viene recuperata da Largo e condotta a casa. Successivamente i due s'incontrano nella dimora di Largo. Quando Bond le rivela che Largo è coinvolto nella morte di suo fratello, decide di aiutarlo ma viene scoperta dal suo ex amante che la tortura brutalmente con ghiaccio e sigari. Riuscita a liberarsi grazie all'aiuto di uno scagnozzo pentito di Largo, Domino prende parte alla battaglia a bordo del Disco Volante e, armata di un fucile spara-arpioni, uccide Largo, salvando in questo modo Bond e vendicando la morte del fratello.

#### Mai dire mai
Il personaggio interpretato questa volta da Kim Basinger venne rinominato Domino Petachi, sulla struttura di Domino Derval. Domino non è più solo il soprannome, ma diventa il nome vero e proprio. Diversamente da quanto avveniva in Agente 007 - Thunderball (Operazione tuono), è da lungo tempo l'amante di Emilio Largo. Incontra Bond a Monte Carlo in un centro termale; lui finge di essere un massaggiatore e offre un massaggio alla ragazza, dandole molto piacere. Solo in seguito Domino realizzerà che non era chi fingeva di essere. La seconda volta, si incontrano al casinò, dove Bond si presenta; prendono un drink insieme e ballano un tango. Poco prima di essere interrotti da Largo, Bond rivela a Domino la morte del fratello Jack.
In seguito, Bond, in vesti di ospite, si reca sullo yacht di Largo, ove rivede Domino. I due si baciano in una cabina, ma sono scoperti da Largo, che prima cerca di uccidere Bond, poi fa torturare Domino. Grazie al pronto intervento dell'agente segreto, i due riescono a scappare e finiscono per essere salvati da Felix Leiter e da una squadra di salvataggio dell'MI6. Sani e salvi, i due localizzano nuovamente Largo, che si trova in una località chiamata "Tears of Allah", nei pressi di un'oasi, nel deserto. Qui, Bond e Domino fanno all'amore e, dopo la sconfitta di Largo, il film finisce con le dichiarate intenzioni di Bond di lasciare i servizi segreti e stabilirsi definitivamente con Domino.